# Грачи (Фролово)
Грачи — микрорайон города Фролово Волгоградской области России.

## География
Микрорайон находится в северной части города. На севере и западе микрорайон граничит с Фроловским районом, на востоке с посёлком Пригородный. Через железную дорогу к северо-востоку от микрорайона в нескольких километрах находится хутор Кирпичный.

### Климат
Климат в микрорайоне такой же как и в городе Фролово.
| Показатель                    | Янв. | Фев. | Март | Апр. | Май  | Июнь | Июль | Авг. | Сен. | Окт. | Нояб. | Дек. | Год   |
| ----------------------------- | ---- | ---- | ---- | ---- | ---- | ---- | ---- | ---- | ---- | ---- | ----- | ---- | ----- |
| Абсолютный максимум, °C       |      |      |      |      |      |      | 40   |      |      |      |       |      | 40    |
| Средний суточный максимум, °C | −4   | −4   | 2    | 14   | 21   | 26   | 28   | 27   | 20   | 12   | 2     | −3   | 28    |
| Средний суточный минимум, °C  | −8   | −9   | −4   | 4    | 11   | 15   | 17   | 16   | 10   | 4    | −2    | −7   | −9    |
| Абсолютный минимум, °C        |      | −35  |      |      |      |      |      |      |      |      |       |      | −35   |
| Норма осадков, мм             | 25,3 | 21,8 | 21,3 | 21,7 | 23,9 | 36,7 | 37,6 | 22,1 | 27,5 | 21,7 | 29,5  | 26,5 | 305,6 |
| Источник: msn.com             |      |      |      |      |      |      |      |      |      |      |       |      |       |

## История
В Области Войска Донского это был хутор Грачёв, входящий в юрт Кепинской станицы (ныне хутор Кепинский). На хуторе в 1910 году была построена Николаевская церковь.
В советское время статус хутора претерпел изменения:
- статус хутора — с 1930 года;
- статус посёлка — с 1976 года;
- включен в состав города — в 1983 году[2];
- статус микрорайона — с 2004 года.

## Население
Население 6,2 тыс. жителей (2002 год).

## Инфраструктура
В микрорайоне расположены крупные предприятия: ГУП ВО ПАТП «Фроловское», ООО «Водоотведение». На территории микрорайна есть 2 кладбища и одна часовня.
Микрорайон, в основном, застроен частными жилыми домами.

### Образование
- Школа № 2 «Центр образования»
- Детский сад № 9 «Улыбка»

## Достопримечательности
- Памятник погибшим в Великой Отечественной войне